# How We Do
How We Do – singiel amerykańskiego rapera The Game’a pochodząca z płyty The Documentary. W piosence oprócz Game’a można usłyszeć 50 Centa. Jako jeden z jego pierwszych utworów, stał się wielkim hitem w USA, jak i na całym świecie. Produkcją utworu zajął się Dr. Dre.